# 나루토의 음반 목록
다음은 애니메이션 《나루토》의 우리말 음반 목록이다. 1기 노래가 WE 3집에 실린 이후, 그 이후에 발표된 주제가들은 디지털 싱글을 통해 선보이고 있다.

## 나루토 OST

### 2기
- '활주'가 2기에도 쓰이면서 2기 디지털 싱글에도 수록되었다. 발매일은 2006-01-27

1. 활주 (Opening) / Buzz
  - 작·편곡/이세형, 작사/장동준, 녹음·믹싱/김지현·이진원, 제작/신희원, 녹음실/E0enter studio
2. 너를 보낸 나의2야기 (Ending) / 장연주   
  - 작·편곡/이창희, 작사/신동식, 녹음/전수민, 믹싱/박찬민, 마스터링/최효영, 녹음실/M&F Studio

### 3기
- 새로운 여는 노래로 돌아온 3기. 앨범아트에는 민경훈으로 추정되는 신원미상의 남성 얼굴이 나와있다. 발매일은 2006.07.31

1. 투지 (Opening) / 민경훈
  - 작·편곡/이세형, 작사/장동준, 녹음·믹싱/박종범, 녹음실/Rui Studio·KOCCA Studio, 마스터링/최효영(소닉 코리아)
2. 오직 너만이 (Ending) / 이용신
  - 작·편곡/이종교, 작사/신동식, 프로듀서/이창희, 녹음/전수민·박승천, 믹싱/박찬민, 녹음실/M&F Studio, 마스터링/최효영(소닉 코리아)

### 4기
- 4기에 쓰인 노래. 이후 5기에도 쓰이게 된다. 발매일은 2007.08.06

1. 가자 (Ending) / 펄스데이
2. 가자 (Ending) (MR) / 펄스데이  
  - 작곡/이창희, 작사/신동식, 녹음/이제형, 믹싱/김대성, 녹음실/Tone Studio

## 나루토 질풍전 OST (미발매)
2008년 가을, 나루토 질풍전이 방송되면서 새로운 노래가 제작되었지만, 저작권 등의 이유로 싱글로 발매되지 못했고, 2008년 말, 투니버스 홈페이지인 투니랜드의 인터넷 방송 '케로기로 라이브쇼'를 통해서만 공개되었다.
투니버스 애니메이션 《나루토 질풍전》의 사운드트랙 음반이다. 2008년 가을, 나루토 질풍전이 방송되면서 새로운 노래가 제작되었지만, 저작권 등의 이유로 싱글로 발매되지 못했으나, 2013년 10월 28일에 재발매되었다. 2008년 말, 투니랜드의 인터넷 방송 '케로기로 라이브쇼'를 통해서만 공개되었다. 두 곡은 아래와 같다. '나비'는 2008년 투니버스 최고 주제가 1위를 차지하였다.

## 트랙 리스트
- 여는 노래 : 풍운(1기), 풍운 ver.2(2기) (노래 : 이승열)
  - 작·편곡/이승열, 작사/장동준, 녹음/심진보·민성한, 믹싱/심진보(플럭서스 스튜디오)
- 닫는 노래 : 나비(1기), 나비 ver.2(2기) (노래 : 카라)
  - 작·편곡/이창희, 작사/신동식, 녹음/박승천, 믹싱·마스터링/하정수
- 여는 노래 : 결의 (노래 :권기욱 (타바코쥬스))
  - 작사/장동준, 작,편곡&produecr/이세형, co-produecr&voice directing : 최용수
  - 기타/이세형, 베이스/김성완, 드럼/현종윤, 코러스/이은애, 녹음&믹싱/박종범
- 닫는 노래 : justice (노래 : 유정석)
  - 작사/신동식, 작곡/박정식, 편곡/Marco·박정식, 기타/토미 김, 키보드/Marco
  - 레코딩/이지홍, 믹싱/김원경, 녹음실/doob doob Studio

| #  | 제목              | 작사   | 작곡   | 재생 시간 |
| -- | ----------------- | ------ | ------ | --------- |
| 1. | 〈풍운 (이승열)〉 | 장동준 | 이승열 | 3:40      |
| 2. | 〈나비 (카라)〉   | 신동식 | 이창희 | 4:00      |
| 5. | 〈풍운 (Inst.)〉  | 장동준 | 이승열 | 3:40      |
| 6. | 〈나비 (Inst.)〉  | 신동식 | 이창희 | 3:25      |